# Nachal Becet
Nachal Becet (hebrejsky: נחל בצת‎,arabsky: Vádí Karkara) je vádí v Izraeli, v Severním distriktu. Jde o nejsevernější významnější vodní tok v západní části Horní Galileje

## Průběh toku

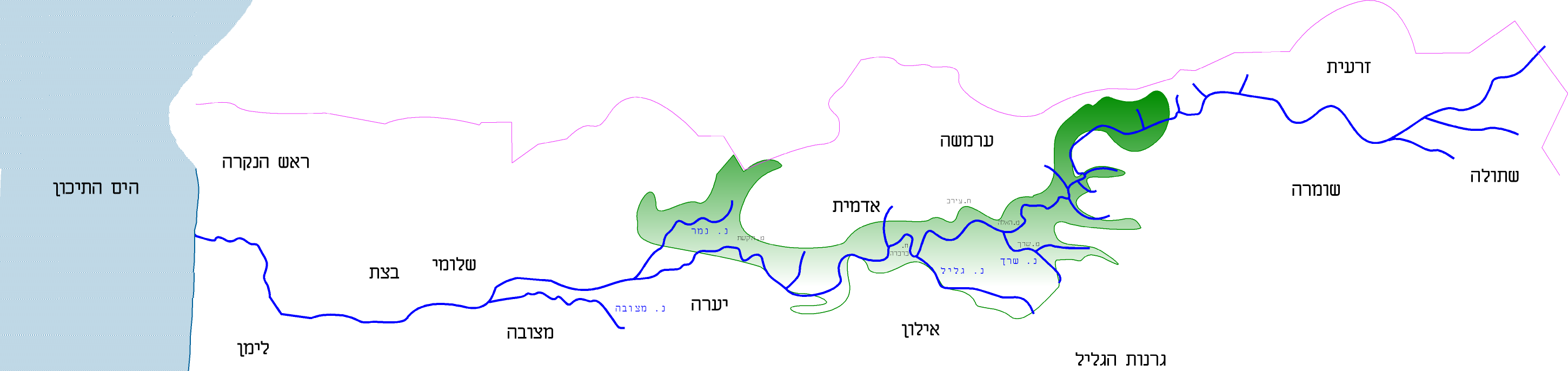
Mapa povodí Nachal Becet

Začíná na izraelsko-libanonských hranicích, nedaleko vesnic Štula a Zar'it. Pak teče západním směrem výrazně zahloubeným údolím, přičemž v jistém odstupu stále sleduje hranici mezi Izraelem a Libanonem. Zleva přijímá vodní tok Nachal Šarach. Údolí opouští až severně od vesnice Ja'ara, kde vstupuje do Izraelské pobřežní planiny. Ústí do Středozemního moře severně od vesnice Liman. Část středního toku je vyhlášena přírodní rezervací.

## Přítoky
levostranné
- Nachal Šarach
- Nachal Galil
- Nachal Cuva

pravostranné
- Nachal Namer
- Nachal Chanita